# 崇溪镇
崇溪镇，是中华人民共和国云南省昭通市巧家县下辖的一个镇。
2012年9月19日，云南省人民政府批复同意撤销崇溪乡，设立崇溪镇。

## 行政区划
崇溪镇下辖以下地区：
崇溪村、背风村、羊棚村、干沟村、安居村、共和村、老屋村、马洪村、河玉村、花山村、南团村和柏木村。